# Deathtale
Deathtale (engl.: Todeserzählung) ist eine österreichische Thrash-Metal-Band, die 2008 in Wien von den ehemaligen Demolition-Mitgliedern Tom Kräutner und Peter Musch gegründet wurde.

## Geschichte
Nach der absolvierten Europa-Tour mit Death Angel, Mercenary und Extrema entschied sich der Schlagzeuger Tom Kräutner im September 2008, seine von ihm gegründete Band Demolition zu verlassen, um mit Peter Musch, dem Ex-Demolition-Gitarristen und -Sänger, eine neue Band ins Leben zu rufen.
Nachdem als Bassist Phill Späth und als Gitarrist Thomas Trausmuth gefunden worden war, wurde die Band zuerst Demolition:Reloaded genannt. Der Name musste jedoch bereits Anfang 2009 in Deathtale geändert werden, um Verwechslungen zu vermeiden.
Nach Lineup-Problemen und dem Ausstieg von Thomas Trausmuth stießen Jan Geyer als Sänger und Max Dengler als Gitarrist zur Band. Im Oktober 2011 wurde das Debütalbum Apocalyptic Deadline aufgenommen und im April 2012 von Terrasound Records veröffentlicht. Im Sommer 2012 verließ Peter Musch die Band und wurde an der Gitarre durch Alex Reich ersetzt. 2014 wurde Max Dengler durch Arian Rezaie und Jan Geyer durch Alex Ondrovics ersetzt, der die Band bereits 2015, während der Aufnahmen zum Album Whole World Burns, auf Grund einer schweren Erkrankung, wieder verlassen musste. Die Gesangsaufnahmen absolvierte Patrick Pieler, der kurze Zeit später als neuer Sänger bestätigt wurde. Das zweite Album Whole World Burns erschien im Februar 2016 wieder bei Terrasound Records.
Im Oktober 2016 übernahm Gilli Gehring die zweite Gitarre für den, kurz zuvor ausgestiegenen und seit den Aufnahmen zu Whole World Burns nur noch als Live-Musiker tätigen, Alex Reich.
Im März 2017 wechselte Deathtale zum spanischen Label Art Gates Records und veröffentlichte im November 2018 das dritte Album The Origin of Hate, dass auf der im Mai 2019
absolvierten Europatournee, gemeinsam mit der, um Ex-Morbid Angel Frontman David Vincent gegründeten Band, I Am Morbid und den Death-Legenden
Atrocity und Sadist promotet wurde.

## Diskografie
- 2012: Apocalyptic Deadline (Album, Terrasound Records)
- 2016: Whole World Burns (Album, Terrasound Records)
- 2018: The Origin of Hate (Album, Art Gates Records)